# Загони, Марлена
Марлена Загони (рум. Marlena Zagoni; 22 января 1951, Лучиени, Дымбовица — 31 июля 2025), в девичестве Предеску (рум. Predescu) — румынская гребчиха, выступавшая за сборную Румынии по академической гребле в 1970-х годах. Бронзовая призёрка летних Олимпийских игр в Москве, обладательница двух бронзовых медалей чемпионатов мира, победительница и призёрка регат национального значения.

## Биография
Марлена Предеску родилась 22 января 1951 года в коммуне Лучиени, жудец Дымбовица, Румыния. Занималась академической греблей в Бухаресте в столичных гребных клубах «Динамо» и «Стяуа».
Дебютировала на взрослом международном уровне в сезоне 1973 года, когда вошла в основной состав румынской национальной сборной и выступила в парных двойках на чемпионате Европы в Москве. Тем не менее, сумела квалифицироваться здесь лишь в утешительный финал B и расположилась в итоговом протоколе соревнований на восьмой строке.
В 1974 году побывала на чемпионате мира в Люцерне, откуда привезла награду бронзового достоинства, выигранную в зачёте распашных рулевых четвёрок.
На мировом первенстве 1975 года в Ноттингеме стала бронзовой призёркой в безрульных двойках.
Благодаря череде удачных выступлений удостоилась права защищать честь страны на летних Олимпийских играх 1976 года в Монреале — стартовала в программе безрульных двоек вместе с напарницей Маринелой Максим, показав на финише шестой результат.
После монреальской Олимпиады Загони осталась в составе гребной команды Румынии на ещё один олимпийский цикл и продолжила принимать участие в крупнейших международных регатах. Так, в 1977 году она выступила на чемпионате мира в Амстердаме, где заняла четвёртое место в безрульных двойках.
На мировом первенстве 1978 года в Карапиро в той же дисциплине была пятой.
В 1979 году на чемпионате мира в Бледе финишировала четвёртой в восьмёрках.
Находясь в числе лидеров румынской национальной сборной, благополучно прошла отбор на Олимпийские игры 1980 года в Москве. В составе экипажа, куда также вошли гребчихи Анджелика Апостяну, Елена Бондар, Родика Фрынту, Флорика Букур, Родика Пушкату, Ана Ильюцэ, Мария Константинеску и рулевая Елена Добрицою, показала третий результат в программе распашных рулевых восьмёрок, пропустив вперёд экипажи из Восточной Германии и Советского Союза, пришедшие к финишу первым и вторым соответственно — тем самым завоевала бронзовую олимпийскую медаль. Вскоре по окончании этих соревнований приняла решение завершить спортивную карьеру.
Умерла 31 июля 2025 года в возрасте 74 лет.